# Bondespelet
Bondespelet är ett svenskt klassiskt sällskapsspel, uppfunnet av Roland Romell. Spelet skapades åren kring 1950 och senast 1951.

## Regler
Spelet går ut på att avancera från torpägare till herrgårdsägare. Spelplanen består av en liten karta på vilken det finns många torp, gårdar och herrgårdar. Runt spelplanens kant går en bana numrerad från 1–108 (i 1985 års utgåva). Denna motsvarar ett ”år” i spelets tidsgång, och det är på denna som spelarna flyttar sina pjäser. Alla spelare äger från början varsitt torp på spelplanen, och turas om att slå tärningen för att avancera sin pjäs. Om pjäsen hamnar på en märkt siffra, ska spelaren dra ett händelsekort; detta kort kan vara positivt eller negativt för spelaren och bringa inkomst eller utgifter. Varje årstid (kvartal) av året har en egen uppsättning händelsekort. Vartefter spelarnas pjäser flyttas runt spelbrädet växer spelarnas skördar, och skördar man innan ens pjäs har hamnat på ”vinter”-kvartalet erhåller man pengar många gånger själva sådden kostade. Slår man en sexa måste man slå tärningen igen, och då finns risken att man inte hinner stoppa i tid. 
Vartefter spelarna inbringar pengar kan de uppgradera till en bondgård, sedan en herrgård, och den som först får råd att köpa slottet har vunnit spelet. De olika typerna av fastigheter har olika många åkrar och inkomst från skörden. Det finns sex torp, fyra gårdar och två herrgårdar, så om man är fler spelare gäller det att vara bland de första om man ska få uppgradera. Man kan också köpa skog, som ger inkomster i slutet av året.
Spelet kan ta ganska lång tid att spela, men är spännande eftersom händelsekorten kan ändra förutsättningarna väldigt snabbt för en eller flera spelare. Man kan till exempel ärva en gård, eller så kan all skog brinna ner. Samtidigt finns det många händelsekort som är ganska betydelselösa, till exempel att man köper en väckarklocka och får betala 50 kronor. 

## Historia
Bondespelet gavs först ut i början på 1950 av förlaget Sagokonst. Sagokonst blev sedan uppköpta (ca1953) av Grafisk konst som fortsatte att tillverka Bondespelet. De i sin tur blev senare uppköpta av Aristospel. Alla de tidiga upplagorna är med röd ask. Aristospel, men i och med att de gick i konkurs år 1972(?) tog Alga över licensen och gav ut spelet under titeln Nya Bondespelet på 1970-talet. Sedan dess har Alga stått som utgivare, och Bondespelet har varit ett mångårigt Alga-flaggskepp.
Bondespelet har även getts ut i Norge (under namnet Gøy på landet), Danmark (under namnet Landmansspil) och Finland. Bland de svenska utgåvorna kan noteras:
- Sagokonst utgåva 1950–1953

Röd avlång ask
- Grafisk konst 1954–1960

Röd avlång ask.
- Aristospels utgåva (1960-tal?) – röd, avlång ask. Numer en raritet.
- ”Nya Bondespelet” (1970-tal) – Seriefigursliknande illustration på omslaget.
- 1985 års utgåva – Omslaget är från höskörd med ett ekipage bestående av en Volvo BM Valmet 605 traktor samt Köla Rivale balpress som lastar direkt i en balvagn.
- 1993 års utgåva – Gulbeige ask med en inramad målning på omslaget.
- 2000 års utgåva – Abstrakt formgiven spelplan.
- 2007 års jubileumsutgåva – fotoomslag, en man och kvinna som picknickar i förgrunden